# Pottia pilifera
Pottia pilifera är en bladmossart som först beskrevs av Dickson, och fick sitt nu gällande namn av Lindberg 1864. Pottia pilifera ingår i släktet Pottia och familjen Pottiaceae. Inga underarter finns listade i Catalogue of Life.